# Massacre de Eichenfeld
O Massacre de Eichenfeld foi um ataque em 1919 contra os colonos menonitas de Eichenfeld pelo Exército Insurgente Revolucionário da Ucrânia. As crescentes tensões entre o campesinato ucraniano nativo e os proprietários de terras menonitas culminaram com ataques a estes últimos, à medida que os insurgentes tomaram o controle do sul da Ucrânia e começaram a realizar represálias contra aqueles que haviam colaborado com as Potências Centrais e o Movimento Branco.
Em outubro de 1919, Eichenfeld, uma vila da subcolônia de Jasykowo que anteriormente havia sediado um notável destacamento de Selbstschutz, foi alvo de represálias pelos insurgentes e colaboradores locais. Os insurgentes realizaram uma campanha de execuções contra os proprietários de terras da vila e seus filhos adultos, iniciando uma série de massacres antimenonitas perpetrados pelos insurgentes até sua derrota nas mãos do Exército Vermelho, o que pôs fim à violência.